# Álcidas
Álcidas (en griego Ἀλκίδας) fue un militar espartano.
En 428/427 a. C. fue nombrado navarco (almirante) de la flota de la Liga del Peloponeso enviada a Lesbos, en ayuda de Mitilene, asediada por los atenienses. Mitilene se rindió siete días antes de la llegada de los espartanos, y Álcidas decidió regresar a Esparta sin intentar recuperar la ciudad o atacar algún punto de la costa de Jonia.
Mientras, en la zona capturó muchos barcos enemigos y mató a muchos atenienses o aliados de estos. Llegó a Éfeso y de allí salió hacia Esparta,  pero fue perseguido por la flota ateniense dirigida por Paques, que lo persiguió hasta Patmos.
Tras recibir refuerzos, Álcidas y con él Brásidas, en calidad de consejero, puso rumbo a Corcira (427 a. C.)  y cuando los atenienses y la gente de Corfú salieron del puerto para atacarlo, los derrotó y desembarcó en la isla, pero enterado de que una gran flota ateniense se dirigía hacia allí, volvió a reembarcarse y se dirigió hacia el Peloponeso.
En 426 a. C. fue uno de los jefes de la colonia lacedemonia establecida en Heraclea de Traquinia, cerca de las Termópilas.